# Stellantrieb

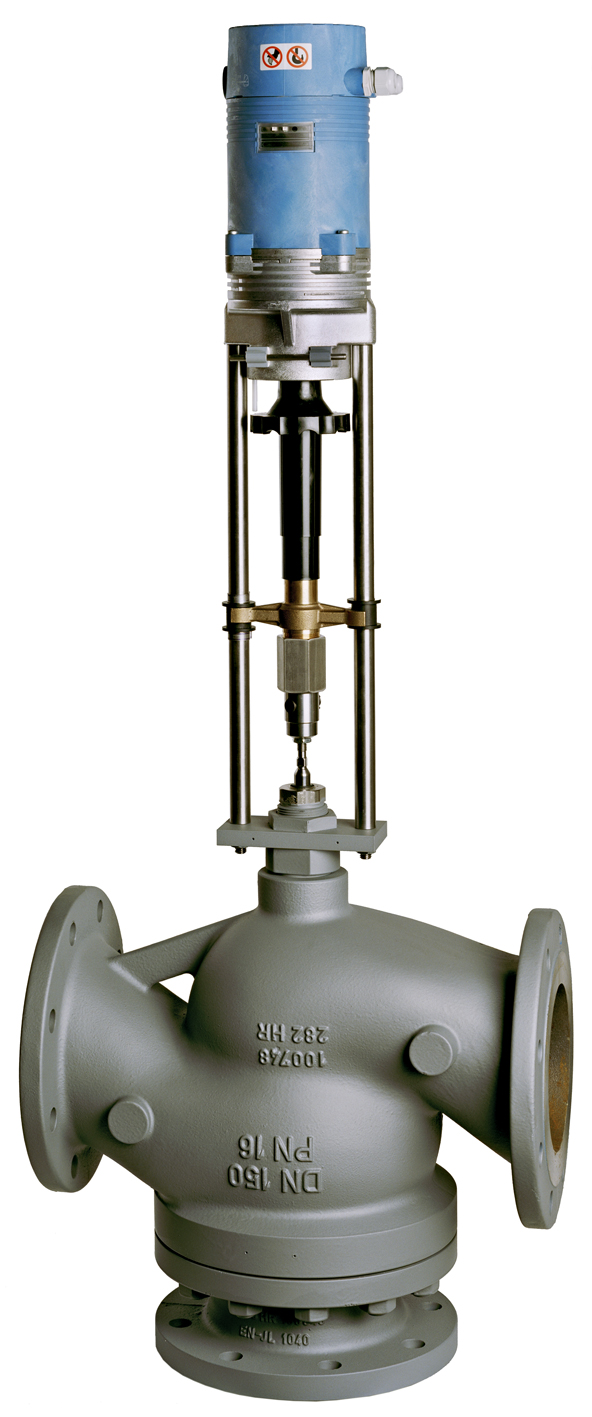
Elektrischer Hubantrieb MC1503 auf Ventil DN150

Ein Stellantrieb ist ein Teil bestimmter Stellglieder, die für automatische Steuerungen und Regelungen verwendet werden.
Die elektrisch (mit Motoren, siehe auch bei elektromotorische Antriebe für Rohrleitungsarmaturen), pneumatisch oder hydraulisch anzutreibenden Stellglieder sind zum Beispiel Ventile, Hähne oder Schieber, die den Massenstrom in technischen Systemen verändern. 

## Arten
Allgemein kann man Stellantriebe unterscheiden:
- nach der Art der verwendeten Hilfsenergie (pneumatisch, hydraulisch, elektrisch, elektromagnetisch, händisch oder eine Mischform),
- nach der Art des anzutreibenden Stellorgans (Rohrleitungsarmatur, Maschinenteil, Heizungsventil etc.),
- nach dem Konstruktionsprinzip (Kolben, Membran, Motor, Magnetspule, Handrad oder Handhebel etc.),
- nach der Art der Stellbewegung (gradlinig, schwenkend (90° oder 60°) oder drehend).

Der Begriff Stellantrieb gliedert sich gemäß DIN 19226 in die beiden Unterbegriffe der Steuerantriebe und Regelantriebe.

### Steuerantriebe
Steuerantriebe, die als letztes Glied einer Steuerkette arbeiten, werden im Wesentlichen für Auf/zu-Betätigungen von Stellgliedern eingesetzt.

### Regelantriebe
Die Aufgabe von Regelantrieben ist es hingegen, eingebunden in Regelkreise, bei Störungen der Regelstrecke die Stellbefehle des Reglers so auf ein Stellglied zu übertragen, dass die Regelabweichung möglichst gering bleibt.
Hier wird weiterhin zwischen Regelungen im 3-Punktbetrieb (Auf-Stopp-Zu) bzw. kontinuierlichen Regelungen mit stetigem Regelsignal unterschieden.

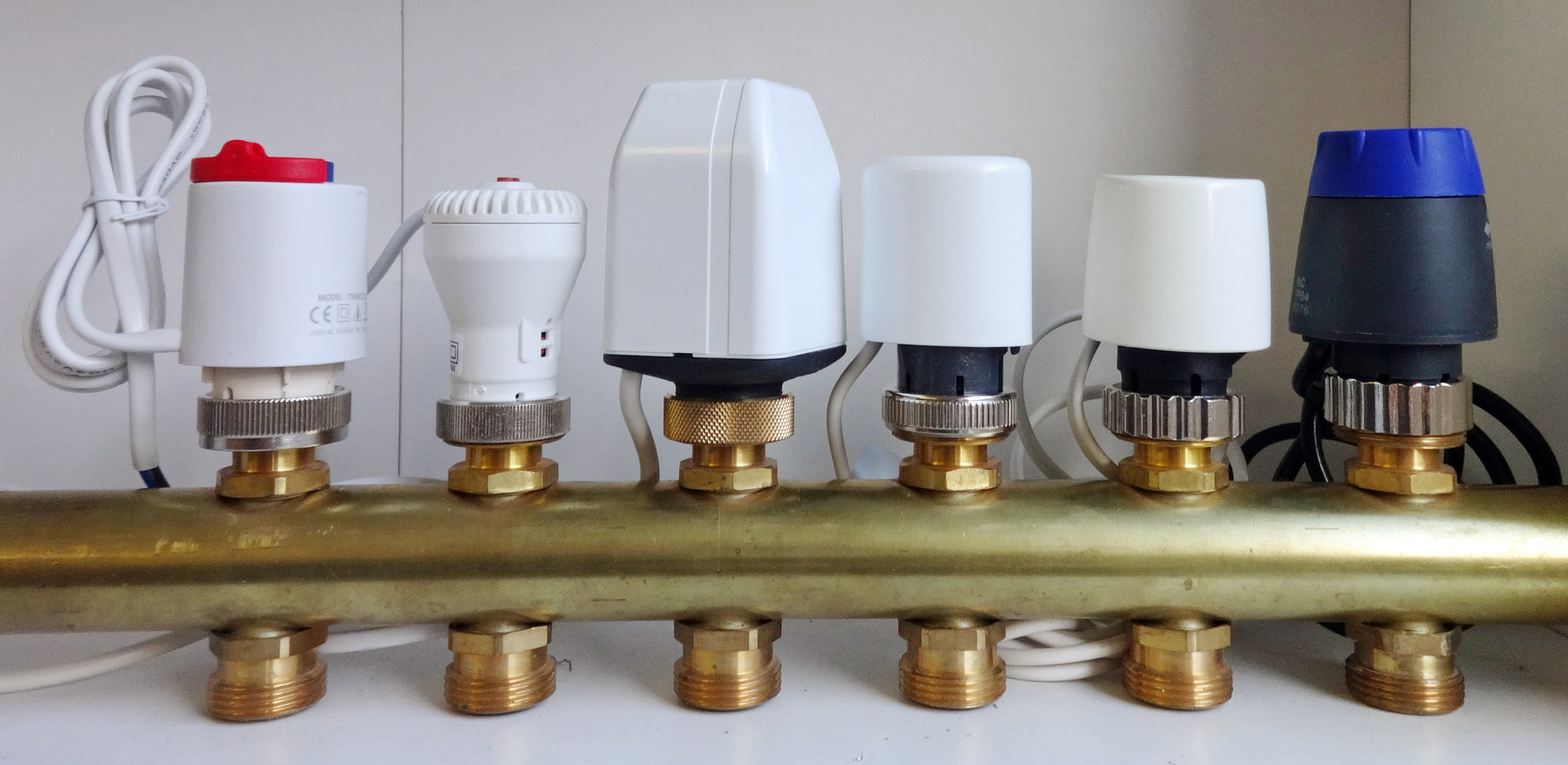
Thermische Stellantriebe, Thermische Antriebe, Fussbodenheizung, thermal actuator, actuateur thermique

## Begriffsabgrenzung
Eine besondere Bedeutung haben die Stellantriebe für Rohrleitungsarmaturen. Daher wird häufig der Begriff Stellantrieb als Synonym für Ventilantrieb verwendet. Diese gibt es in ähnlicher Form auch für andere Rohrleitungsarmaturen (Klappen, Schieber usw.). Der Begriff Stellantrieb bezieht sich aber als Oberbegriff auf alle Stellorgane.
In vielen Fällen wird dem Stellantrieb ein zusätzlicher Stellungsregler zugeordnet. Dieser Stellungsregler hat dann die momentane Position des Stellorgans als Rückführung. Hierdurch erreicht man eine bessere Regelgüte und standardisiert die regelungstechnische Aufgabenstellung.
In manchen Bereichen spricht man bei prinzipiell gleicher Aufgabe statt von einem Stellantrieb von einem Servo, meist von einem Servomotor angetrieben.